# Diacria danae
Diacria danae är en snäckart som beskrevs av van Leyen och van der Spoel 1982. Diacria danae ingår i släktet Diacria och familjen Cavoliniidae. Inga underarter finns listade i Catalogue of Life.